# Systaria bregibec
Espèce
Systaria bregibec est une espèce d'araignées aranéomorphes de la famille des Miturgidae.

## Distribution
Cette espèce est endémique de la province de Kep au Cambodge,. Elle se rencontre sur Koh Tonsay.

## Description
Le mâle holotype mesure 9,1 mm.

## Publication originale
- Jäger, 2018 : On the genus Systaria (Araneae: Clubionidae) in Southeast Asia: new species from caves and forests. Zootaxa, no 4504(4), p. 524-544.